# Sàtir de Rodes
Sàtir de Rodes (en llatí: Satyrus, en grec antic: Σάτυρος) va ser un ambaixador rodi. El govern de l'illa de Rodes el va enviar a Roma l'ant 172 aC. Va provocar un incident diplomàtic quan davant del senat romà va dirigir atacs intemperats contra el rei Èumenes II de Pèrgam, aliat romà.